# Mohamed Ezat
Mohamed Ezat (ur. 29 lipca 1978) – egipski szachista, mistrz międzynarodowy od 2000 roku.

## Kariera szachowa
Sześciokrotnie reprezentował Egipt na olimpiadzie szachowej, w latach 2002, 2006, 2008, 2010, 2012 i 2014 roku. Zakwalifikował się do mistrzostw świata w 2009 roku, gdzie w pierwszej rundzie został pokonany przez Teymura Rəcəbova. Zagrał w turnieju 4th Sharjah Masters 2021, zdobywając 4 pkt. Wziął udział w turnieju ch-Africa 2023, gdzie zajął 9. miejsce. W 2023 wziął udział w turnieju Leonid Shamkovich Mem, gdzie zajął 4. miejsce.
Najwyższy ranking w dotychczasowej karierze osiągnął 1 listopada 2015 roku, z wynikiem 2490 punktów.